# سیارک ۳۶۸۱
سیارک ۳۶۸۱ (به انگلیسی: 3681 Boyan، نامگذاری:1974QO2) سه هزار و ششصد و هشتاد و یکمین سیارک کشف شده‌است که در ۲۷ اوت ۱۹۷۴ کشف شد.
قدر مطلق سیارک برابر ۱۳٫۷۰ است.